# Хорват, Иштван
Иштван Хорват (англ. István T. Horváth; венг. Horváth István; 6 августа 1953 — 7 марта 2022) — венгерский и американский химик, работавший в области зелёной химии от ее появления, в частности, над гомогенным катализом переходных металлов и спектроскопией «in situ». Также работал в отрасли фтористых растворителей и технологий.

## Образование
Хорват учился по специальности химическая технология (1977) и защитил докторскую диссертацию по химии (1979) в Веспремском университете в Венгрии.

## Карьера
После получения докторской степени Хорват осуществлял постдокторские исследования в Йельском университете (1982—1984) и был научным сотрудником в ФTH Цюрих (1984—1987). После этого он работал в ExxonMobil (Анандейл, штат Нью-Джерси, 1987—1998). Вернулся в Институт химии в Будапештском университете (1999—2009), а сейчас является профессором химии и председателем Отделения биологии и химии в Городском университете Гонконга.

## Исследования
На 2015 год его исследования лежат в области преобразования биомассы в базовые химические вещества, разработке более стабильных процессов на основе фтористых растворителей.

## Награды
В 2010 году Иштван Хорват стал почетным членом Национальной академии наук, литературы и искусств в Модене.
В 2014 году избран членом Американского химического общества.